# Újezd u Svatého Kříže
Újezd u Svatého Kříže – gmina w Czechach, w powiecie Rokycany, w kraju pilzneńskim. Według danych z dnia 1 stycznia 2014 liczyła 230 mieszkańców.